# أنقليس ثعباني عديم الذراع
أنقليس ثعباني عديم الذراع (الاسم العلمي: Dalophis imberbis) هو نوع من الأنقليس، يتبع فصيلة الأنقليس الثعباني.